# Zorzines meridiana
Zorzines meridiana är en fjärilsart som beskrevs av Inoue 1982. Zorzines meridiana ingår i släktet Zorzines och familjen nattflyn. Inga underarter finns listade i Catalogue of Life.